# Sébastien Bruno
Pour les articles homonymes, voir Bruno.

a Compétitions nationales et continentales officielles uniquement.

b Matchs officiels uniquement.
Dernière mise à jour le 11 octobre 2015.
Sébastien Bruno, né le 26 août 1974 à Nîmes (Gard), est un joueur international français de rugby à XV, reconverti entraîneur. Il évolue au poste de talonneur au sein de l'effectif de l'AS Béziers, des Sale Sharks et du RC Toulon.
Avec les Sale Sharks, il remporte le Challenge européen en 2005 et le championnat d'Angleterre en 2006. Avec le Rugby club toulonnais, il remporte une Coupe d'Europe en 2013 et un championnat de France en 2014.
Avec le XV de France, il remporte trois fois le Tournoi des Six Nations en 2002, 2006 et 2007. 
De 2015 à 2018, il est entraîneur des avants du Lyon olympique universitaire et du 3 janvier 2018 jusqu'à la Coupe du monde 2019, entraîneur de la mêlée du XV de France.

## Carrière

### Joueur
En 1997, il fait ses débuts au sein de l’AS Béziers. Il y demeure jusqu’à l’âge de 25 ans. Ce club, maintes fois, champion de France, le forme au ballon ovale. Il remporte le challenge Armand Vaquerin (une compétition qui se déroule l’été, en Aveyron, et qui réunit de nombreux clubs de Pro D2 et de Top 14).
En 1999, il rejoint la section paloise. Pau termine au 1er rang de sa poule de challenge européen (devant les Sale Sharks, un club anglais qui l’accueillera un peu plus tard). La finale, le 28 mai 2000, voit la victoire des palois devant Castres (34 à 21). C’est, pour Sébastien Bruno, le début du sport de haut niveau.
De 2001 à 2004, il revient à l'AS Béziers. Cette période est marquée par sa première sélection en équipe de France. Il a honoré sa première cape internationale en équipe de France le 16 février 2002 contre l'équipe du Pays de Galles. Cette sélection lui a permis de remporter un grand chelem.

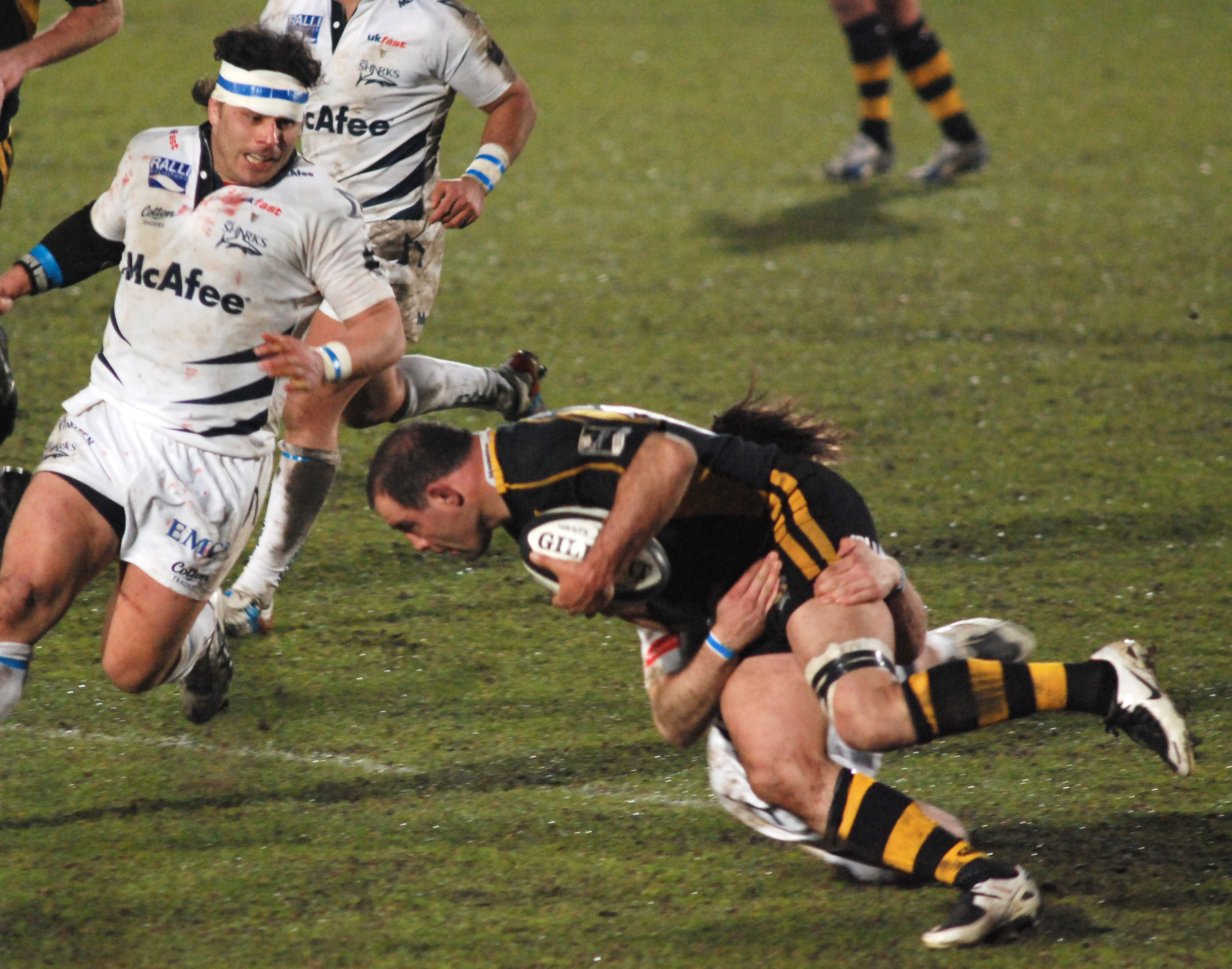
Sébastien Bruno, à gauche, sous le maillot des Sale Sharks, revient sur Raphaël Ibanez, son concurrent en équipe de France.

En 2004, il quitte la France pour rejoindre les Sale Sharks en Angleterre. Il fait son retour en équipe de France dès l'automne et est titulaire dans le Tournoi des 6 Nations suivant. Le 21 mai 2005, il remporte le challenge européen, contre la section paloise (27 à 3). Le 27 mai 2006, il est champion d’Angleterre à l’issue d’un match mémorable remporté contre Leicester (45 à 20). En 2007, il est sélectionné pour jouer la coupe du monde avec le XV de France. Il marque un essai à la 52ème minute contre Géorgie.
En 2009, il fait son retour en France au RC Toulon. Il suit ainsi Philippe Saint-André, son entraîneur à Sale de 2005 à 2009 puis à Toulon de 2009 à 2011.

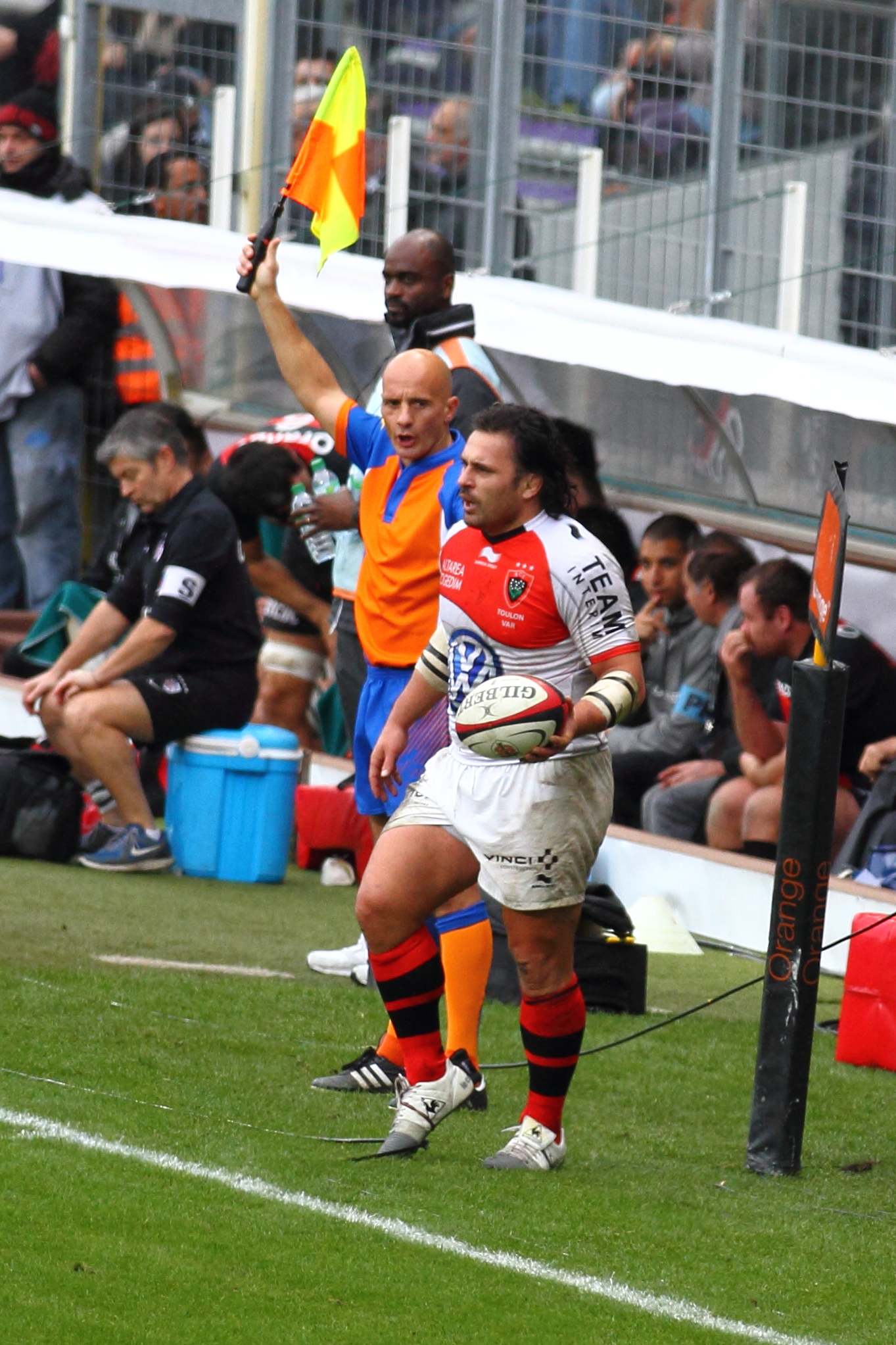
Sébastien Bruno avec le RC Toulon en 2011.

En novembre 2009, il est invité avec les Barbarians français pour jouer un match contre un XV de l'Europe FIRA-AER au Stade Roi Baudouin à Bruxelles. Ce match est organisé à l'occasion du 75e anniversaire de la FIRA – Association européenne de rugby. Les Baa-Baas l'emportent 26 à 39.
Il a également été Barbarian britannique.
Joueur solide, il a la particularité d'avoir prolongé son contrat professionnel lors de la saison 2012-2013 d'une saison supplémentaire  avec le Rugby club toulonnais alors qu'il avait 38 ans et 8 mois, ce qui est très âgé pour un joueur de rugby.
Son style de jeu est le suivant : Technique balle en main, explosif jusqu'à l'âge d'environ 35 ans. Au fil des années, il préféra se concentrer dans les phases de combats, restant un gros ferrailleur, étant aussi très bon plaqueur. Il prend sa retraite à la fin de la saison 2014-2015.

### Entraîneur
En 2015, il devient l'entraîneur des avants de Lyon pour la saison 2015-2016 en Pro D2. Il est l'adjoint de son ancien coéquipier puis entraîneur à Toulon Pierre Mignoni. Dès la première saison, ils mènent le club à la première place du championnat, synonyme d'accession directe en Top 14 en 2016. En 2017, il prolonge son contrat de trois ans et est ainsi engagé avec le LOU jusqu'en 2021.
| Saison      | Club    | Division | Poste  | Classement                | Coupe d'Europe | Challenge européen |
| ----------- | ------- | -------- | ------ | ------------------------- | -------------- | ------------------ |
| 2015 - 2016 | Lyon OU | Pro D2   | Avants | Champion de France PRO D2 | -              | -                  |
| 2016 - 2017 | Lyon OU | Top 14   | Avants | 10e                       | -              | Éliminé en poule   |
| 2017 - 2018 | Lyon OU | Top 14   | Avants | 7e (à son départ)         | -              | Éliminé en poule   |

Le 3 janvier 2018, la FFR annonce qu'il est nommé entraîneur de la mêlée de l'équipe de France au sein du staff mis en place par le nouveau sélectionneur Jacques Brunel. Il partage ainsi l'entraînement des avants avec Julien Bonnaire, qu'il a entraîné de 2015 à 2017 au LOU, responsable de la touche. Il reste cependant entraîneur des avants du Lyon olympique universitaire rugby et est alors libéré par son club durant le Tournoi des Six Nations 2018. À l'issue du tournoi, le LOU libère définitivement Sébastien Bruno pour qu'il intègre à temps plein le staff de l’équipe de France.
| Année | Sélection | Poste                              | Classement World Rugby à la fin de l'année | Six Nations | Coupe du monde             |
| ----- | --------- | ---------------------------------- | ------------------------------------------ | ----------- | -------------------------- |
| 2018  | France    | Entraîneur responsable de la mêlée | 9e                                         | 4e          | -                          |
| 2019  | France    | Entraîneur responsable de la mêlée | 7e                                         | 4e          | Éliminé en quart-de-finale |

Pour la saison 2020-2021, il devient entraîneur des avants de l'équipe de France des moins de 20 ans développement, deuxième équipe de France de cette catégorie d'âge. Il travaille aux côtés de Jean-Marc Bederede, manager, et David Marty, entraîneur des arrières.

## Palmarès

### En club

#### Joueur
Sale Sharks
- Champion d'Angleterre : 2006
- Vainqueur du Challenge européen : 2005 (face à la Section paloise)
- Vainqueur du trophée des champions : 2006 (face au Biarritz olympique)

RC Toulon
- Vice-champion de France 2012 (face au Stade toulousain)
- Demi-Finaliste du Top 14 : 2010 (face à l'ASM Clermont)
- Finaliste du Challenge européen : 2010 (face aux Cardiff Blues)
- Finaliste du Challenge européen : 2012 (face au Biarritz olympique)
- Vainqueur de la Coupe d'Europe : 2013
- Vainqueur du Top 14 : 2014

#### Entraîneur
Lyon OU
- Vainqueur du Championnat de France de Pro D2 : 2016

### En équipe nationale
Sébastien Bruno compte 26 sélections en équipe de France, dont onze titularisations, entre le 16 février 2002 face au pays de Galles et le 6 juillet 2008 contre l'Australie. Il compte vingt points, quatre essais.
Il participe à une édition de la coupe du monde, en 2007, où il dispute deux rencontres, face à la Géorgie et l'Argentine.
Il participe à quatre éditions du Tournoi des Six Nations, en 2002, 2005, 2006 et 2007, participant aux victoires des éditions 2002, 2006 et 2007.
Il est aussi sélectionné par les Barbarians, disputant sept rencontres avec ces derniers, contre la Belgique en mai 2008, puis l'Irlande et l'Angleterre la semaine suivante, de nouveau l'Angleterre et l'Australie l'année suivante, l'Angleterre et le pays de Galles en 2011

### Distinction personnelle
- Nuit du rugby 2016 : Meilleur staff d'entraîneur de la Pro D2 (avec Pierre Mignoni et David Ellis) pour la saison 2015-2016

## Statistiques

### Tournoi des Six Nations
| Édition          | Rang | Résultats France | Résultats Bruno | Matchs Bruno |
| ---------------- | ---- | ---------------- | --------------- | ------------ |
| Six Nations 2002 | 1    | 5 v, 0 n, 0 d    | 1 v, 0 n, 0 d   | 1/5          |
| Six Nations 2005 | 2    | 3 v, 0 n, 2 d    | 3 v, 0 n, 2 d   | 5/5          |
| Six Nations 2006 | 1    | 4 v, 0 n, 1 d    | 1 v, 0 n, 1 d   | 2/5          |
| Six Nations 2007 | 1    | 4 v, 0 n, 1 d    | 1 v, 0 n, 1 d   | 2/5          |

Légende : v = victoire ; n = match nul ; d = défaite ; la ligne est en gras quand il y a Grand Chelem.

### Coupe du monde
| Édition     | Rang      | Résultats France | Résultats Bruno | Matchs Bruno |
| ----------- | --------- | ---------------- | --------------- | ------------ |
| France 2007 | Quatrième | 4 v, 0 n, 3 d    | 1 v, 0 n, 1 d   | 2/7          |

Légende : v = victoire ; n = match nul ; d = défaite.